# アイガー (プロレスラー)
アイガーは、顔面を白塗りにした日本の怪奇派女子プロレスラー。正体は不明であるがアイガーが出現している間は遠藤美月の姿がどこにもないことから遠藤がアイガーの正体だと噂されている。

## 経歴
2003年8月17日、海峡メッセ下関展示見本市会場大会の対桑田真理戦で自然発生。
沖野小百合とタッグチーム「サキュバス」を結成。
2022年8月、LLPW-Xを退団。
2023年9月10日、後楽園ホール大会にて遠藤美月が引退、アイガーも消滅した。

## 得意技
- 呪塔
- 呪橋

ハーフネルソン・スープレックス・ホールド
- 呪落

エメラルド・フロウジョンのように担ぎ上げた後、相手を裏返しながら背中合わせになるように持ち上げ、最後はスプラッシュマウンテンのように落とす。遠藤美月時代に使っていたBMクラッシュと同型。
- 呪縛
- 呪固
- エクトプラズム

毒霧のように相手の顔に白い粉を吹き付け、目くらましをする技。そのまま丸め込んで勝利することがたびたびある。